# Постісторія
Постісторія — філософське поняття, властиве постмодерністським філософським течіям.
Прийнято вважати, що термін був введений в рамках некласичної філософії Арнольдом Геленом в 1952 році. Однак Дітмар Кампер в статті «Держава в голові, шаленство в серці» про розуміння часу у Ернста Юнгера пише, що першим, хто використав термін «постісторія», був французький економіст, філософ і математик Антуан Курно. До статті 1861 (за деякими даними — 1871) «Трактат про розвиток фундаментальних ідей в природничих науках і в історії» (Traité de l'enchaînement des idées fondamentales dans les sciences et dans l'histoire) Курно говорить про кінець буржуазного суспільства, зупинку історичної динаміки на основі досягнутої мети, «вичерпану революцію». Далі, на думку Кампера, термін використовує Селестен Бугле (1870—1940) в 1901 році. Також Кампер згадує Хендріка де Мана і його роботу 1951 року «Спотворення і загибель культури», в якій він використовує термін постісторія з відсиланням на Курно.
Жан Бодрійяр, застосовує термін постісторія для опису якості історії в постіндустріальному суспільстві. Розуміння історії як лінійного розгортання подієвості з минулого в майбутнє змінюються установкою на інтерпретаційну плюральність наративної історії: як пише Бодрійяр, «історія була могутнім міфом … який підтримував одночасно можливість „об'єктивної“ зв'язності причин і подій і можливість наративної зв'язності дискурсу», — не випадково «століття історії — це також і вік роману». Бодрійяр говорить, що «історія — це наш втрачений референт, тобто наш міф».